# Ayaki Suzuki
Ayaki Suzuki (escritura japonesa: 西山 大雅 (Suzuki Ayaki); Aichi, Japón, 13 de abril de 1987) es un exfutbolista japonés que jugaba como portero.
En diciembre de 2019 anunció su retirada como futbolista profesional.

## Clubes
| Club                | País  | Año       |
| ------------------- | ----- | --------- |
| Blaublitz Akita     | Japón | 2010-2013 |
| Giravanz Kitakyushu | Japón | 2014-2016 |
| Yokohama F. Marinos | Japón | 2017-2018 |
| V-Varen Nagasaki    | Japón | 2019      |